# Peyre (Aveyron)
Peyre es una antigua comuna francesa del departamento del Aveyron en la región de Mediodía-Pirineos. Se encuentra en las orillas del río Tarn y actualmente ya no tiene categoría de comuna, ya que pasó a integrarse en 1830 en la de Comprégnac. 
Aun así, como pueblo, su patrimonio artístico y cultural le vale estar clasificado en la categoría de les plus beaux villages de France.